# Nesodynerus cooki
Nesodynerus cooki är en stekelart som beskrevs av Perkins 1899. Nesodynerus cooki ingår i släktet Nesodynerus och familjen Eumenidae. Inga underarter finns listade i Catalogue of Life.